# Мијаљано
Мијаљано (итал. Miagliano) је насеље у Италији у округу Бијела, региону Пијемонт.
Према процени из 2011. у насељу је живело 628 становника. Насеље се налази на надморској висини од 540 м.

## Становништво
Према резултатима пописа становништва 2011. у општини је живело 638 становника.
| 1936. | 1951. | 1961. | 1971. | 1981. | 1991. | 2001. | 2011. |
| ----- | ----- | ----- | ----- | ----- | ----- | ----- | ----- |
| 1.229 | 1.291 | 1.062 | 885   | 705   | 624   | 592   | 638   |